# Tritropidia pingua
Tritropidia pingua är en insektsart som beskrevs av Strümpel 1978. Tritropidia pingua ingår i släktet Tritropidia och familjen hornstritar. Inga underarter finns listade i Catalogue of Life.